# David Huguet
Pour les articles homonymes, voir Huguet.

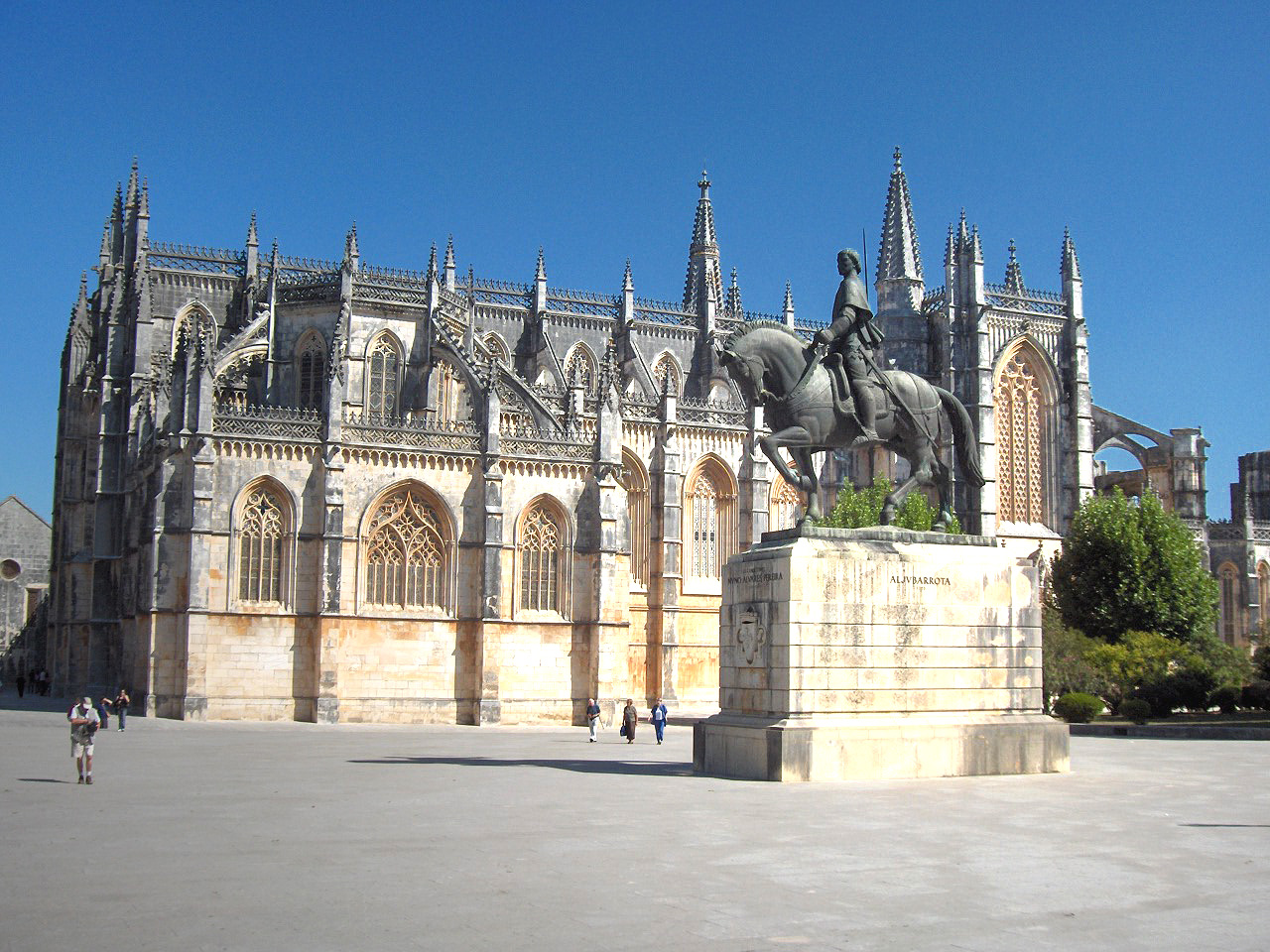
Monastère de Batalha

Huguet (date de naissance inconnue – 1438), parfois écrit Houet ou Ouguete, fut un architecte vivant au début du XVe siècle au Portugal et qui introduisit le gothique flamboyant dans ce pays. Il joua un rôle important dans l'évolution de l'architecture gothique au Portugal à travers le XVe siècle et au début du XVIe siècle.

## Sa vie
Les origines de maître Huguet demeurent obscures. Une hypothèse le ferait venir de la côté méditerranéenne de Catalogne. Une autre hypothèse serait qu'il se soit appelé David Huguet et fût venu d'Irlande. Il a peut-être été recommandé auprès de la reine Philippa de Lancastre par le maître maçon Henri Yevele, architecte de la nef des abbayes de Westminster et de Canterbury, ou bien Henri Yevele aurait envoyé quelques architectes anglais à la reine, ou encore les deux à la fois.
Huguet épousa Maria Esteves entre 1436 et 1437, et on lui accorda une maison et une propriété près du monastère du roi Duarte de Portugal. 

## Monastère de Batalha
En 1402 Huguet succéda à Afonso Domingues comme architecte du monastère de Batalha. À cette époque seules quelques parties de l'église étaient terminées : le transept et la salle du chapitre. Huguet allait continuer la construction de cet immense édifice jusqu'à sa mort en 1438. Sous sa direction l'église, le cloître et la salle du chapitre furent achevés. Lui succédera ensuite les architectes portugais Martin Vasquez et Fernão de Évora.

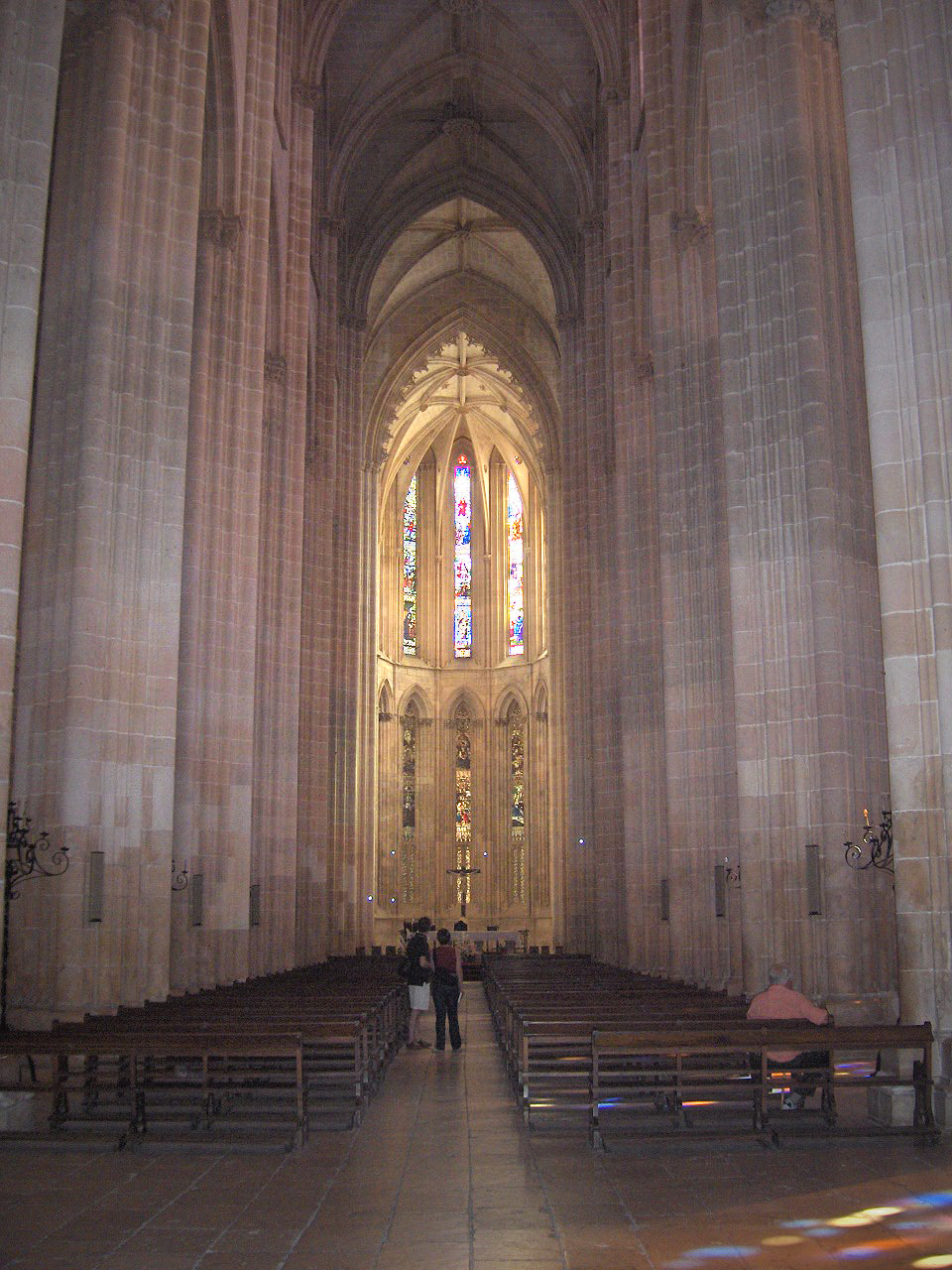
Nef et chœur

Sa première tâche fut de finir les voûtes des parties existantes du monastère. Il éleva la vaste mais étroite nef de l'église jusqu'à sa hauteur actuelle, c'est-à-dire 32,4 mètres, modifiant profondément les proportions de l'église et lui donnant son aspect imposant et absolument inédit au Portugal à cette époque-là. Cette particularité montre une certaine influence du style perpendiculaire précoce anglais comme on peut le voir dans la nef et le transept de la cathédrale de Canterbury. Il simplifia les croisées d'ogives de la nef, utilisant la même avance technique. Il ajouta au sommet de l'édifice un parapet ajouré fait de traceries 
La façade principale du monastère bénéficie d'un style portugais original, un mélange de gothique rayonnant et flamboyant avec un fort contraste fait de lignes horizontales et des éléments de style perpendiculaire, un mélange rarement rencontré en Europe.
Maître Huguet construisit le carré de la chapelle des Fondateurs entre 1426 et 1434 à la demande du roi João I pour devenir la première sépulture royale du Portugal, un mausolée pour la dynastie d'Aviz. Dans cette chapelle il inventa un nouveau style décoratif, une pièce maîtresse qui forme une synthèse parfaite et presque graphique entre le gothique flamboyant et le gothique perpendiculaire. Tous les éléments, arcs et emblasonnements ont été exécutés avec la plus extrême délicatesse.
Le carré de la salle capitulaire est particulièrement remarquable par sa voûte complexe en étoile dont le centre est évidé et dégageant un espace de 19 m². C'était une conception si innovante et si osée à l'époque que ce furent des prisonniers condamnés à mort qui furent employés pour cette tâche. L'ouvrage fut d'ailleurs achevé après deux tentatives ratées. Quand les derniers échafaudages furent retirés, on raconte que Huguet passa la nuit sous la voûte pour faire taire les critiques ne croyant pas que cette voûte puisse tenir debout.

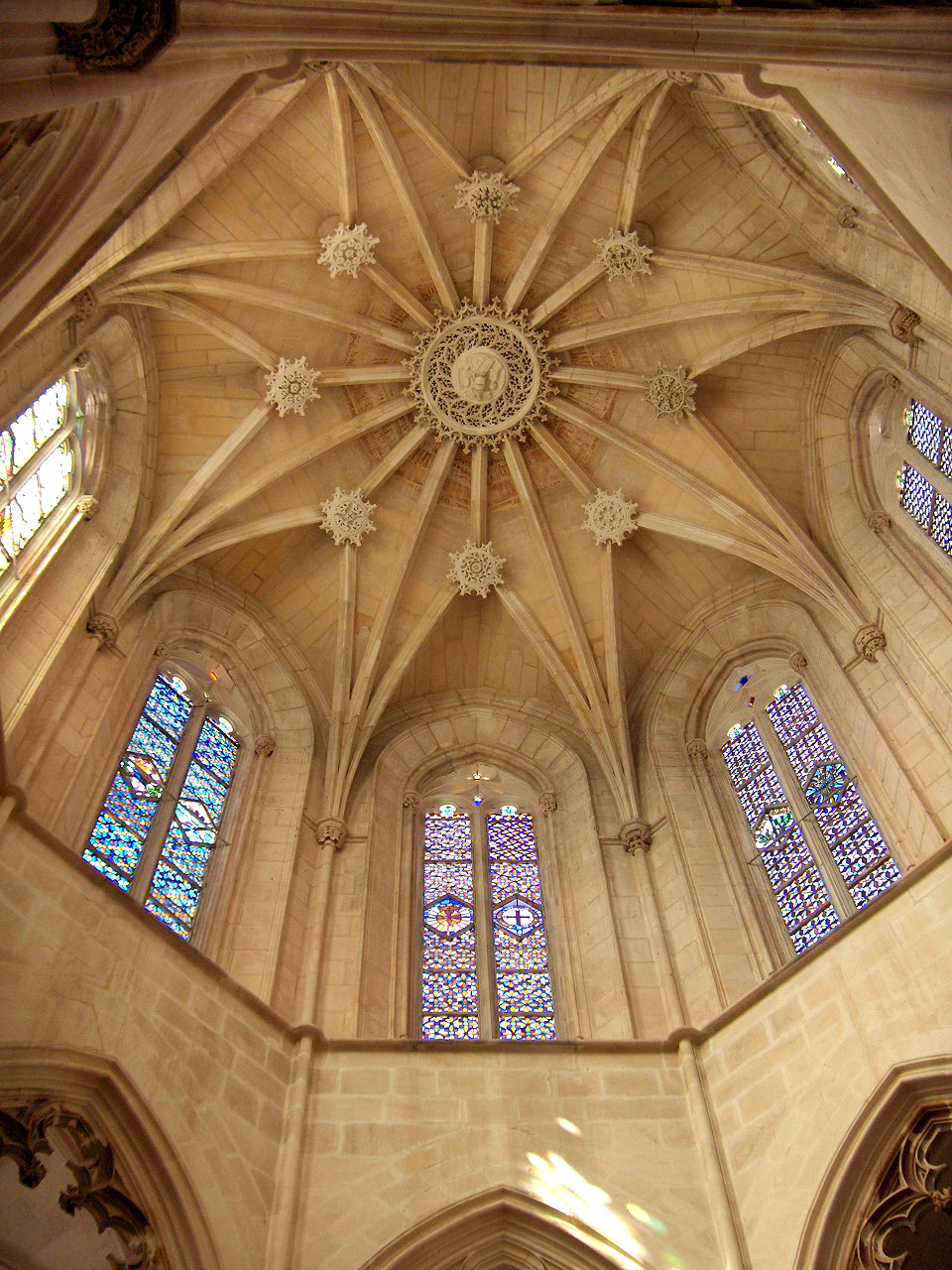
La voûte en étoile de la chapelle des Fondateurs

Les décorations ajourées et sculptées en style gothique (dont les quatre-feuilles, les fleurs de lis et les rosettes) de Huguet dans le déambulatoire du cloître du roi João Ier forment maintenant une combinaison réussie avec les écrans des arcades de style manuélin que rajouta par la suite Mateus Fernandes.
En 1437, à la fin de sa vie, il commença la construction du mausolée du roi Duarte. Celui-ci demeure le témoignage du fait que le monastère ne fut jamais vraiment achevé, et est pour cela appelé les « chapelles imparfaites. » Elles forment une structure octogonale séparée et ajoutée après coup au chœur de l'église (par un arrière-chœur) et accessible uniquement de l'extérieur. La rotonde octogonale possède sept chapelles hexagonales rayonnantes. Il existe plusieurs exemples espagnols plus récents reprenant ce type de plan, telles la chapelle d'Álvaro de Luna (dans la cathédrale de Tolède) et la chapelle du connétable (dans la cathédrale de Burgos).